# Hildegard Gollinger
Hildegard Gollinger (* 8. August 1941 in Karlsruhe) ist eine deutsche römisch-katholische Theologin.

## Leben
Von 1960 bis 1965 studierte sie in Freiburg im Breisgau und Tübingen (Theologie, Latein, Geschichte). Sie legte das 1. Staatsexamen 1965, die Promotion am 25. Oktober 1968 und das 2. Staatsexamen 1970 ab. Von 1970 bis 1999 lehrte sie als Professorin für katholische Theologie und Religionspädagogik an der PH Heidelberg.

## Werke (Auswahl)
- Das große Zeichen von Apokalypse 12 (= Stuttgarter biblische Monographien. Band 11). Echter, Würzburg 1971, ISBN 3-429-00196-X (zugleich Dissertation, Freiburg im Breisgau 1968).
- Kirche in der Bewährung. Eine Einführung in die Offenbarung des Johannes (= Der Christ in der Welt. Reihe 6. Das Buch der Bücher. Band 13). Pattloch, Aschaffenburg 1973, ISBN 3-557-94154-X.
- mit Kurt Bätz (Hrsg.): Neue Schulbibel. Benziger, Köln 1974, ISBN 3-545-43045-6.
- mit Jörg Thierfelder (Hrsg.): Dem Frieden nachjagen (= Schriftenreihe der Pädagogischen Hochschule Heidelberg. Band 8). Deutscher Studien-Verlag, Weinheim 1991, ISBN 3-89271-297-2.